# La Capelle-Bleys
La Capelle-Bleys è un comune francese di 398 abitanti situato nel dipartimento dell'Aveyron,  nella regione dell'Occitania.

## Società

### Evoluzione demografica
Abitanti censiti